# Малинс (Јужна Каролина)
Малинс (енгл. Mullins) град је у америчкој савезној држави Јужна Каролина.

## Демографија
По попису из 2010. године број становника је 4.663, што је 366 (-7,3%) становника мање него 2000. године.
| Група             | 2000.         | 2010.         |
| Белци             | 1.822 (36,2%) | 1.441 (30,9%) |
| Афроамериканци    | 3.097 (61,6%) | 3.066 (65,8%) |
| Азијати           | 34 (0,7%)     | 47 (1,0%)     |
| Хиспаноамериканци | 47 (0,9%)     | 36 (0,8%)     |
| Укупно            | 5.029         | 4.663         |